# Ulînivka, Kozelșciîna
Ulînivka (în ucraineană Улинівка) este un sat în comuna Ceapaievka din raionul Kozelșciîna, regiunea Poltava, Ucraina.

## Demografie
Componența lingvistică a localității Ulînivka
     Ucraineană (98,86%)
     Rusă (1,14%)
Conform recensământului din 2001, majoritatea populației localității Ulînivka era vorbitoare de ucraineană (98,86%), existând în minoritate și vorbitori de rusă (1,14%).